# Tom Rouen
Pour les articles homonymes, voir Rouen (homonymie).
(en) Statistiques sur pro-football-reference
Thomas Francis Rouen, dit Tom Rouen, né le 9 juin 1968 à Hinsdale, est un joueur américain de football américain.

## Carrière
Ce punter a joué pour les Broncos de Denver (1993–2002), les Giants de New York (2002), les Steelers de Pittsburgh (2002) et les Seahawks de Seattle (2003–2004, 2005) en National Football League (NFL).
Il a remporté les Super Bowls XXXII et XXXIII.